# Takehiko Inoue

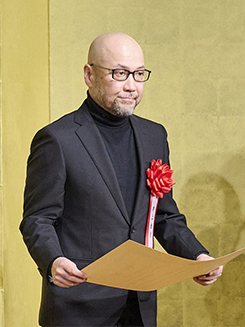
Takehiko Inoue, 2024

Takehiko Inoue (jap. 井上 雄彦, Inoue Takehiko; * 12. Januar 1967 in der Präfektur Kagoshima, Japan) ist ein japanischer Mangaka.
An der Universität war er im Basketball-Club, was sich auf sein späteres Werk auswirken sollte. Vor dem Beginn seiner Karriere arbeitete er als Assistent von Tsukasa Hojo, dem Zeichner von City Hunter und Cat’s Eye. 1988 erhielt er für Kaede Purple den 35. Osamu Tezuka Award. Der Manga wurde zugleich sein Debüt als professioneller Manga-Zeichner und wurde im Manga-Magazin Shōnen Jump veröffentlicht. Ein Jahr später folgte mit Chameleon Jail seine erste Serie, seinen Durchbruch hatte er jedoch 1990 mit Slam Dunk, einem Manga über Basketball. Slam Dunk wurde zu einem Riesenerfolg und war neben Yuu Yuu Hakusho und Dragon Ball Grund für die große Ära des Magazins Shōnen Jump in den 1990ern. 1995 erhielt er für Slam Dunk den 50. Shōgakukan-Manga-Preis in der Kategorie Shōnen.
Aktuell arbeitet er am Samurai-Epos Vagabond und einem weiteren Basketball-Manga, Real. Für beide Werke erhielt er Auszeichnungen, so für Vagabond den vierten Media Arts Award, den 25. Kodansha-Manga-Preis und den sechsten Osamu-Tezuka-Kulturpreis. Real bekam den fünften Media Arts Award und war zweimal für den Osamu-Tezuka-Kulturpreis nominiert.

## Werke
- Kaede Purple (1988)
- Chameleon Jail (1989)
- Slam Dunk (1990)
- Buzzer Beater (1997)
- Inoue Takehiko Irasuto Shuu (1997, Artbook zu Slam Dunk)
- Vagabond (1998)
- Real (1999)
- Lost Odyssey (2007, Videospiel - Charakter-Design)